# Broke (álbum de Hed PE)
Broke es el segundo álbum de estudio de la banda estadounidense de punk rock (həd) p.e.. Publicado el 22 de agosto de 2000, el álbum se expandió el sonido de la banda para incorporar Rock Clásico y mundo de la música influencias. Alcanzó el puesto # 63 en el Billboard 200, y lo mejor las características de la banda conocida solo, "Bartender", que alcanzó el puesto # 23 en la Billboard  Mainstream Rock Tracks  gráfico y en el # 27 en el Modern Rock Tracks.

## Listado de canciones
| N.º | Título                                                 | Escritor(es)                           | Duración |  |
| 1.  | «Killing Time»                                         | Geer/Shaine/Young                      | 3:55     |  |
| 2.  | «Waiting to Die» (featuring East Bay Ray)              | Geer/Shaine/Benekos                    | 3:15     |  |
| 3.  | «Feel Good» (featuring Serj Tankian and Morgan Lander) | Geer/Shaine/Benekos                    | 4:15     |  |
| 4.  | «Bartender»                                            | Geer/Shaine/Benekos/Fekaris/Zesses     | 4:01     |  |
| 5.  | «Crazy Legs»                                           | Geer/Shaine/Young                      | 4:04     |  |
| 6.  | «Pac Bell»                                             | Geer/Shaine/Benekos/Young/Vaught/Boyce | 4:54     |  |
| 7.  | «I Got You»                                            | Geer/Shaine/Young                      | 3:44     |  |
| 8.  | «Boom (How You Like That)»                             | Geer/Shaine/Boyce                      | 3:56     |  |
| 9.  | «Swan Dive»                                            | Geer/Shaine/Benekos                    | 3:35     |  |
| 10. | «Stevie»                                               | Geer/Shaine/Benekos                    | 3:32     |  |
| 11. | «Jesus (of Nazareth)»                                  | Geer/Shaine/Young                      | 5:35     |  |
| 12. | «The Meadow (Special Like You)»                        | Geer/Shaine/Benekos                    | 9:31     |  |

## Personal
- M.C.U.D — voces
- Wesstyle — Guitarrista
- Chad aka Chizad — Guitarrista
- DJ Product © 1969 — Tocadisco
- B.C. aka B.C. The Mizak Diza — batería y percusión
- Mawk — batería

- Datos: Q2348972